# Lygrocharis
Lygrocharis is een kevergeslacht uit de familie van de boktorren (Cerambycidae). De wetenschappelijke naam van het geslacht werd voor het eerst geldig gepubliceerd in 1927 door Melzer.

## Soorten
Lygrocharis omvat de volgende soorten:
- Lygrocharis neivai Melzer, 1927
- Lygrocharis nigripennis Mendes, 1938